# دانیل جورجیفسکی
دانیل جورجیفسکی (مقدونی: Даниел Георгиевски؛ زادهٔ ۱۷ فوریهٔ ۱۹۸۸) بازیکن فوتبال اهل استرالیا است. 
از باشگاه‌هایی که در آن بازی کرده‌است می‌توان به باشگاه فوتبال ملبورن ویکتوری و باشگاه فوتبال استوا بخارست اشاره کرد.
وی همچنین در تیم‌های ملی فوتبال Macedonia national under-19 football team، زیر ۲۱ سال مقدونیه شمالی، و مقدونیه شمالی بازی کرده است.